# Tetrastichus piceae
Tetrastichus piceae är en stekelart som beskrevs av Yang 1996. Tetrastichus piceae ingår i släktet Tetrastichus och familjen finglanssteklar. Inga underarter finns listade i Catalogue of Life.